# Tongliao
Tongliao (cinese: 通辽; pinyin: Tōngliáo) è una città-prefettura della Cina nella provincia della Mongolia Interna.

## Suddivisioni amministrative
- Distretto di Horqin
- Holingol
- Contea di Kailu
- Bandiera di Hure
- Bandiera di Naiman
- Bandiera di Jarud
- Bandiera centrale sinistra di Horqin
- Bandiera posteriore sinistra di Horqin